# Mario Vaccari
Mario Vaccari (Genova, 5 febbraio 1959) è un vescovo cattolico italiano, dal 24 febbraio 2022 vescovo di Massa Carrara-Pontremoli.

## Biografia
Nasce a Genova, città capoluogo di provincia e sede arcivescovile, il 5 febbraio 1959.

### Formazione e ministero sacerdotale
Nel 1982 ottiene la laurea in economia e commercio presso l'Università degli Studi di Genova. Svolge l'attività di commercialista fino al 1990.
Dopo essere entrato nell'ordine dei frati minori nel 1991, il 4 settembre 1993 emette la professione semplice dei voti. Continua gli studi e consegue, nel 1997, il baccellierato presso la sezione di Genova della Facoltà teologica dell'Italia settentrionale. Il 7 aprile dello stesso anno emette la professione solenne. 
L'8 dicembre 1998 è ordinato presbitero, nella chiesa di Nostra Signora degli Angeli di Voltri, dal vescovo ausiliare di Genova Alberto Tanasini.
Nel suo ordine ricopre vari ruoli, tra cui quelli di guardiano, maestro dei professi temporanei, definitore provinciale e rappresentante legale. Dal 2009 è ministro provinciale della provincia ligure "Sacro Cuore della Beata Vergine Maria", mentre dal 2014 è anche parroco della basilica della Santissima Annunziata del Vastato a Genova. Ricopre entrambi gli incarichi fino al 16 maggio 2016, quando è eletto vicario provinciale della nuova provincia di "Sant'Antonio" dei frati minori, che riunisce le sei precedenti province del Nord Italia; viene poi riconfermato nell'aprile 2019.

### Ministero episcopale
Il 24 febbraio 2022 papa Francesco lo nomina vescovo di Massa Carrara-Pontremoli; succede a Giovanni Santucci, precedentemente dimessosi per motivi di salute. Il 22 maggio seguente riceve l'ordinazione episcopale, in piazza Aranci a Massa, dal vescovo Gianni Ambrosio, vescovo emerito di Piacenza-Bobbio e amministratore apostolico di Massa Carrara-Pontremoli, co-consacranti Calogero Marino, vescovo di Savona-Noli, e Rodolfo Cetoloni, vescovo emerito di Grosseto. Durante la stessa celebrazione prende possesso della diocesi.
Nel novembre 2023 introduce la prima regolamentazione diocesana in Italia sul ruolo di padrino e madrina nel battesimo e nelle cresime.

## Genealogia episcopale
La genealogia episcopale è:
- Cardinale Scipione Rebiba
- Cardinale Giulio Antonio Santori
- Cardinale Girolamo Bernerio, O.P.
- Arcivescovo Galeazzo Sanvitale
- Cardinale Ludovico Ludovisi
- Cardinale Luigi Caetani
- Cardinale Ulderico Carpegna
- Cardinale Paluzzo Paluzzi Altieri degli Albertoni
- Papa Benedetto XIII
- Papa Benedetto XIV
- Cardinale Enrico Enriquez
- Arcivescovo Manuel Quintano Bonifaz
- Cardinale Buenaventura Córdoba Espinosa de la Cerda
- Cardinale Giuseppe Maria Doria Pamphilj
- Papa Pio VIII
- Papa Pio IX
- Cardinale Gustav Adolf von Hohenlohe-Schillingsfürst
- Arcivescovo Salvatore Magnasco
- Cardinale Gaetano Alimonda
- Cardinale Agostino Richelmy
- Vescovo Giuseppe Castelli
- Vescovo Gaudenzio Binaschi
- Arcivescovo Albino Mensa
- Cardinale Tarcisio Bertone, S.D.B.
- Vescovo Gianni Ambrosio
- Vescovo Mario Vaccari, O.F.M.

## Stemma e motto
Blasonatura
Di rosso, all'anfora monoansata d’oro, posta in banda, versante nel catino dello stesso l'acqua d'argento e addestrata dall'asciugatoio dello stesso; al capo d'azzurro, al destrocherio di carnagione e al sinistrocherio vestito, al naturale, posti in decusse, con le mani appalmate, stimmate di rosso, attraversanti il tau d'oro.
Scudo sannitico e ornamenti esteriori da vescovo.
Motto
Il motto Cœpit lavare pedes discipulorum è tratto dal vangelo secondo Giovanni (13, 5b).